# Belgaum Cantonment
Belgaum Cantonment es una localidad de la India en el distrito de Belgaum, estado de Karnataka.

## Geografía
Se encuentra a una altitud de 770 m s. n. m. a 508 km de la capital estatal, Bangalore, en la zona horaria UTC +5:30.

## Demografía
Según estimación 2011 contaba con una población de 23 113 habitantes.